# Réserve naturelle régionale des landes de Monteneuf
La réserve naturelle régionale des landes de Monteneuf (RNR264) est une réserve naturelle régionale située en Bretagne. Classée en 2013, elle occupe une surface de 125,5 hectares et protège un ensemble de milieux à landes. 

## Localisation

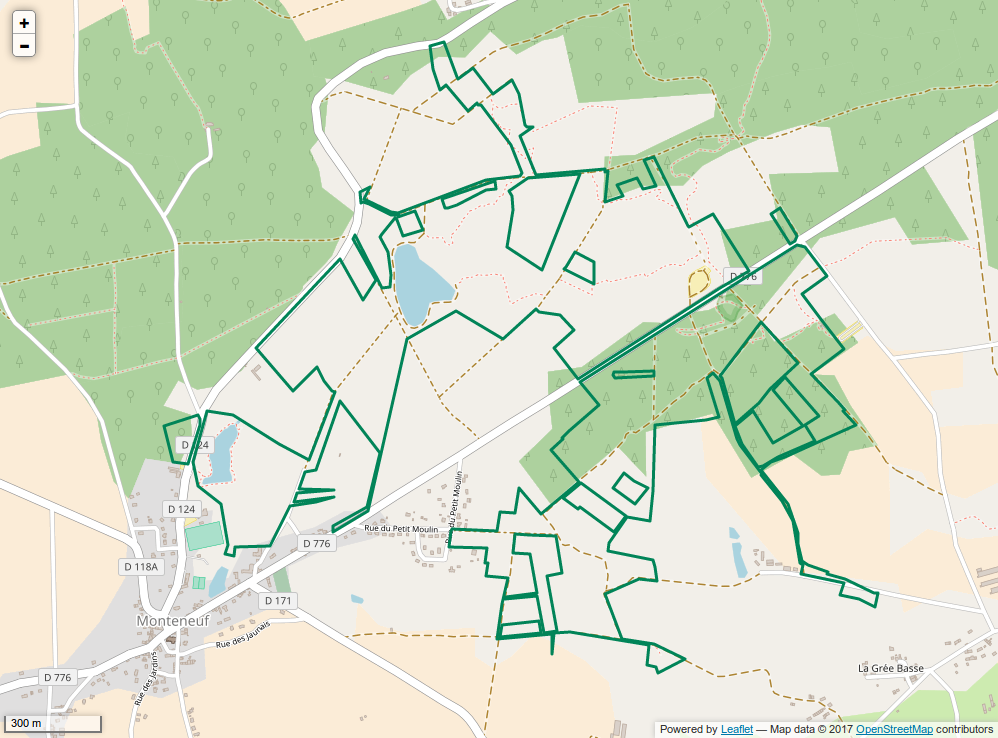
Périmètre de la réserve naturelle.

Le territoire de la réserve naturelle est dans le département du Morbihan, à l'est de la commune de Monteneuf entre Rennes et Vannes. Composé de plusieurs secteurs de part et d'autre de la RD776 ou rue des menhirs, il englobe en partie le périmètre du site mégalithique des Pierres droites.

## Histoire du site et de la réserve
Les Alignements des Pierres Droites datent du Néolithique, il y a environ 5 000 ans. L'apparition des landes par défrichement date également de cette époque. Faisant partie des biens communs à la communauté, elles furent exploitées pour leurs diverses productions végétales : genêt, ajonc, bruyère, molinie, jonc, bourdaine, saule, etc.

## Écologie (biodiversité, intérêt écopaysager…)
Sur ces milieux pauvres et acides avec des roches affleurantes, les landes à bruyères et ajoncs prédominent. L'abandon des pratiques agricoles a entraîné leur fermeture ce qui les fait ressembler de plus en plus à des forêts. La partie au nord de la RD776 correspond à une lande mésophile et humide. On y trouve quelques mares et prairies humides. Au sud de la route s'étend le site des Pierres droites constitué de landes sèches. La mosaïque de milieux comprend également des prairies, des boisements, des ptéridaies et des affleurements rocheux.

### Géologie
Le sous-sol rocheux est composé principalement de schistes pourpres.

### Flore
Les inventaires naturalistes recensent plus de 380 espèces végétales. Parmi les espèces rares ou protégées, citons la Gentiane pneumonanthe et la Grassette du Portugal.

### Faune
On trouve sur le site plus de 150 espèces animales, ce qui représente plus d'un tiers de la faune bretonne. Les plus remarquables sont par exemple le Pouillot siffleur, le Criquet des ajoncs, l'Azuré des mouillères, la Coronelle lisse ou le Grand murin.

## Intérêt touristique et pédagogique
Plusieurs sentiers thématiques permettent de parcourir le site :
- Sentier d’interprétation sonore ;
- Sentier d’Ozégan ;
- Sentier de l'archéologie.

Le site mégalithique est en accès libre et gratuit toute l’année.

## Administration, plan de gestion, règlement
La réserve naturelle est gérée par la communauté de communes De l'Oust à Brocéliande Communauté depuis le 1er janvier 2024. Pendant une vingtaine d'années auparavant, la gestion en avait été confiée par la collectivité à l'association Les Landes.

### Outils et statut juridique
La réserve naturelle a été créée par une délibération du 28 juin 2013 pour une durée de 10 ans reconductible.